# Joel Haahtela

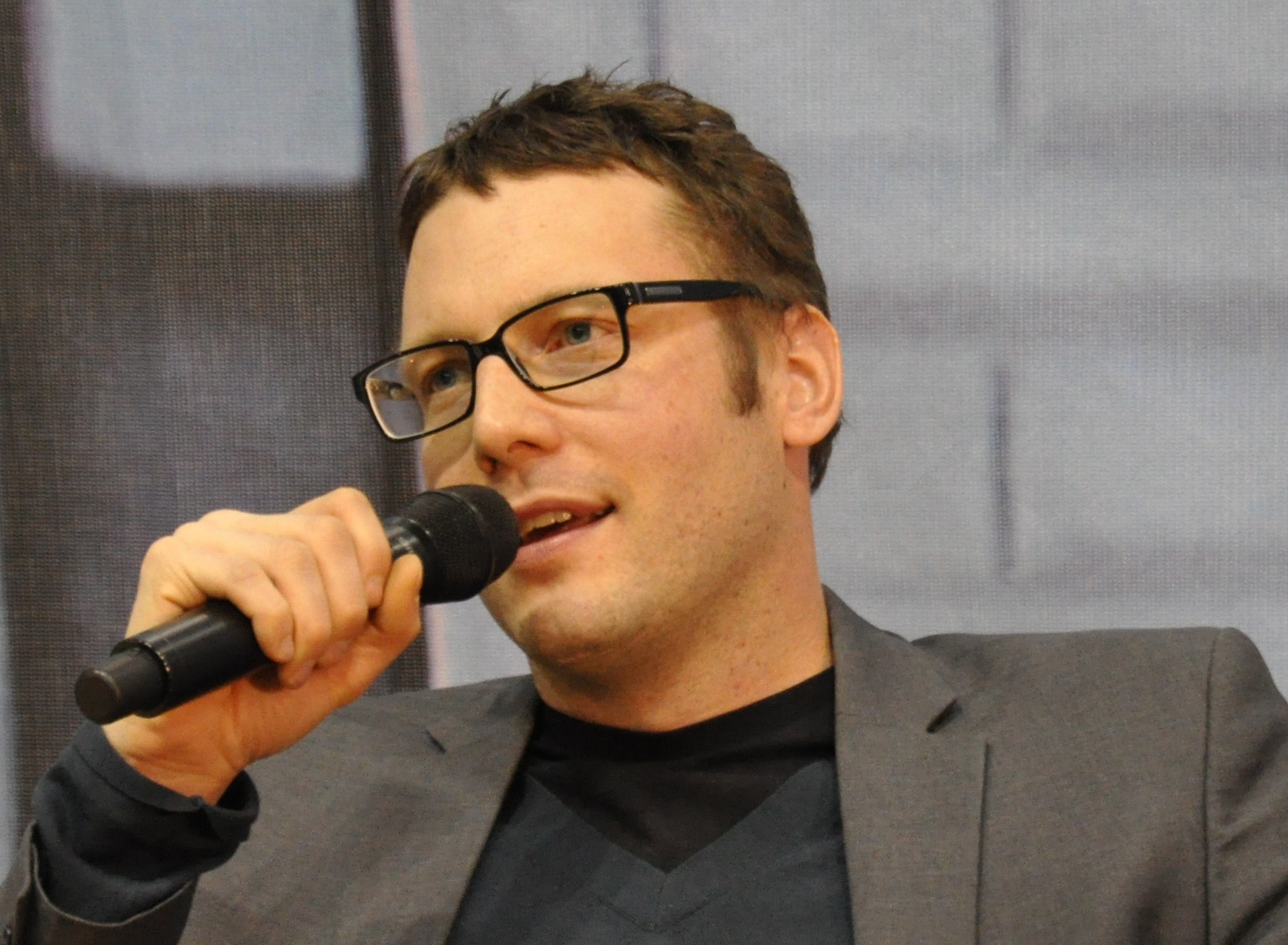
Joel Haahtela 2010

Joel Kauko Kallevi Haahtela (* 10. September 1972 in  Helsinki, Finnland) ist ein finnischer Psychiater und Autor.

## Leben
Haahtela arbeitete in seiner Heimatstadt in den Jahren von 1999 bis 2003 am Universitätskrankenhaus (HUS), danach von 2003 bis 2005 am dortigen Zentralkrankenhaus. Seit 2005 ist er am Jorvi-Krankenhaus in Espoo (nahe Helsinki) tätig. Seit 2021 ist Haahtela zudem Diakon der finnischen orthodoxen Kirche.
Von Haahtelas bisher veröffentlichten zehn Werken wurden bisher drei von Sandra Doyen ins Deutsche übersetzt. Er lebt westlich von Helsinki in Kirkkonummi.

## Preise und Auszeichnungen
- 2002: Olvi-Preis von seinen Roman Tule risteykseen seitsemältä aus demselben Jahr.
- 2003: Nominierung für den Finlandia-Preis für Elena aus demselben Jahr.
- 2007: Nominierung für den Runeberg-Preis für Perhoskerääjä aus dem Jahre 2006.
- 2010: Nominierung für den Finlandia-Preis für Katoamispiste aus demselben Jahr.

## Veröffentlichungen
- Kaksi kertaa kadonnut. Otava, Helsinki 1999, ISBN 951-1-15966-6.
- Naiset katsovat vastavaloon. Otava, Helsinki 2000, ISBN 951-1-17078-3.
- Tule risteykseen seitsemältä. Otava, Helsinki 2002, ISBN 951-1-18157-2.
- Elena. Penoisromaani. Otava, Helasinki 2003, ISBN 951-1-18956-5.
  - deutsch: Sehnsucht nach Elena. Piper, München 2009, ISBN 978-3-492-05238-2.
- Perhoskerääjä. Otava, Helsinki 2006, ISBN 951-1-21152-8.
  - deutsch: Der Schmetterlingssammler. Piper, München 2008, ISBN 978-3-492-05154-5.
- Lumipäiväkirja. Otava, Helsinki 2008, ISBN 978-951-1-22920-9.
- Zaia. Roman. Otava, Helsinki 2008.
- Katoamispiste. Otava, Helsinki 2010, ISBN 978-951-1-24118-8.
- Traumbach. Pienoisromaani. Otava, Helsinki 2012, ISBN 978-951-1-25995-4.
- Tähtikirkas, lumivalkea. Otava, Helsinki 2013, ISBN 978-951-1-27196-3.
- deutsch: Die Verschwundenen von Helsinki. Roman. Berlin-Verlag, Berlin 2013, ISBN 978-3-8270-1139-8.[2]

Ausstellungskatalog
- Ida Pimenoff: A Shadow at the Edge of Every Moment of the Day. Kehrer, Heidelberg/Berlin 2011, ISBN 978-3-86828-235-1.